# Нагрудний знак «О. А. Захаренко»
Нагру́дний знак «О. А. Заха́ренко» (Нагру́дний знак «Олекса́ндр Заха́ренко») — заохочувальна відзнака Міністерства освіти і науки України. Відзнаку названо іменем українського педагога Олександра Захаренка. Нагрудний знак запроваджено 2007 року. Має третій (найвищий) ступінь серед відзнак, запроваджених міністерством.

## Відомості про нагороду
Нагрудним знаком «Олександр Захаренко» нагороджуються керівники та педагогічні працівники загальноосвітніх навчальних закладів, державні службовці за значний особистий внесок у становлення нових інноваційних моделей, забезпечення успішної діяльності загальноосвітньої школи з реалізації завдань сучасної середньої освіти, організацію педагогічної та культурно-просвітницької роботи серед населення, популяризацію найкращих надбань загальноосвітніх шкіл у здійсненні навчально-виховного процесу та духовного зростання учнівської молоді.